# Ив Мејфер
Ив Мејфер (енгл. Eve Mayfair; 21. јануар 1980), је бивша америчка порнографска глумица (2005—2009). Као порно глумица је дебитовала 2005. године када је имала 25 година. Према сајту ИАФД глумила је преко 10 порно-филмова.

## Филмографија
- 2009 - Whitezilla Is Bigga Than a Nigga!!! 1
- 2006 - Decline of Western Civilization Part 69: The Porno Years
- 2006 - White Mans' Revenge
- 2005 - Black Bad Girls 21
- 2005 - Hood Hoppin' 4
- 2005 - Black Moon Risin'
- 2005 - Black Reign 8
- 2005 - Climaxxx TV
- 2005 - Fuck Me Harder White Boy 2
- 2005 - Spread 'Em Apart